# Hirotugu Akaike
Hirotugu Akaike (jap. 赤池弘次 Akaike Hirotsugu; ur. 1927, zm. 2009) – japoński statystyk, twórca wykorzystywanego w modelowaniu równań strukturalnych Kryterium informacyjnego Akaikego, będącego jednym ze wskaźników dopasowania modelu. Laureat Nagrody Asahi za 1988 rok i Nagrody Kioto w dziedzinie nauk podstawowych z 2006 roku.